# Yunnanhaas
De yunnanhaas (Lepus comus)  is een zoogdier uit de familie van de hazen en konijnen (Leporidae). De wetenschappelijke naam van de soort werd voor het eerst geldig gepubliceerd door Allen in 1927.

## Voorkomen
De soort komt voor in China.